# Kenwood Dennard
Kenwood Marshall Dennard (* 1. März 1956 in Brooklyn) ist ein US-amerikanischer Schlagzeuger, Pianist und Sänger im Bereich Jazz und Fusion sowie Musikpädagoge.

## Leben und Wirken
Dennards Mutter ist Gloria DeNard; seine Eltern waren beide Sänger. Mit drei Jahren begann er Klavier zu spielen, mit acht Jahren Schlagzeug; außerdem sang er in einem Gospelchor, in dem auch Luther Vandross mitwirkte. Nach seinem Studium an der Manhattan School of Music und am Berklee College of Music (bei Alan Dawson 1973–1976) hatte er 1975 Unterricht bei Nadia Boulanger. Erste professionelle Jobs hatte er 1976 bei Pat Martino und 1977 in der Jazz-Rock-Band Brand X, wo er Phil Collins ablöste; danach arbeitete er als freischaffender Musiker u. a. mit Dizzy Gillespie, Phyllis Hyman, Pharoah Sanders und Manhattan Transfer. Seit 1984 trat er als Einmann-Band (Metarhythmic Orchestra) als Sänger, Keyboarder und Schlagzeuger auf. Des Weiteren leitete er von 1984 bis 1987 die Formationen Quintessence und Turn of the Century; ferner arbeitete er freelance mit Lew Soloff (Hanali Bay, 1983), Wayne Shorter, Harry Belafonte, Bobby McFerrin, Sting (...Nothing Like the Sun, 1987) und Gil Evans; von 1985 bis 1987 gehörte er der Band von Jaco Pastorius an.
In den 1990er Jahren arbeitete er mit Larry Coryell, war Mitglied der Jonas Hellborg Group, der Band von Stanley Jordan, Howard Johnsons Formation Gravity  und der Tuba-Formation von Dave Bargeron, ferner trat er mit Miles Davis, Gil Evans und der George Gruntz Concert Jazz Band 1991 auf dem Montreux Jazz Festival auf. In dem Trio EB3 spielte er mit Michele Rosewoman und Robin Eubanks.
1992 nahm er unter eigenem Namen das Fusion-Album Just Advance (Big World) auf; mitwirkende Musiker waren  Marcus Miller und Hiram Bullock. In den 2000er Jahren spielte er bei Rodney Jones.
Neben seiner Tätigkeit als Musiker arbeitet Dennard als Musikpädagoge, zu seinen Schülern zählt u. a. Jackie Barnes, Jay Rosen, Ken Serio und Paul Goldberg. Ferner schrieb er eine Reihe von Artikeln zu musikpädagogischen Themen und veröffentlichte die DVD The Studio/Touring Drummer. Inzwischen ist er Professor an der Berklee School of Music.

## Diskographische Hinweise
- Jaco Pastorius: Punk Jazz (Big World, 1986)
- Miles Davis: Miles & Quincy Live at Montreux (Warner, 1991)
- Just Advance (Big World 1992, mit Charles Blenzig, Delmar Brown, Hiram Bullock, Marcus Miller)
- Larry Coryell: Sketches of Coryell (Shanachie Records, 1996)
- Pat Martino: Stone Blue (Blue Note Records, 1998)
- Rodney Jones: Soul Manifesto Live! (Savant, 2003)
- Michael Gregory Jackson, Kenwood Dennard, Keith Witty: Spirit Signal Strata (Golden 2017)